# Höfling (Mitterfels)
Höfling ist ein Gemeindeteil des Marktes Mitterfels im niederbayerischen Landkreis Straubing-Bogen.
Der Weiler liegt eineinhalb Kilometer westlich des Ortskerns von Mitterfels zwischen den Ortsteilen Auhof und Zackenberg.

## Bodendenkmal
Südlich vom heutigen Höfling befindet sich ein Bodendenkmal einer Siedlung in vor- und frühgeschichtlicher Zeitstellung.

## Einwohnerentwicklung
- 1838: 00 9 Einwohner[4]
- 1860: 00 7 Einwohner[5]
- 1871: 0 10 Einwohner[6]
- 1875: 0 13 Einwohner[7]
- 1885: 0 15 Einwohner[8]
- 1900: 0 10 Einwohner[9]
- 1913: 00 7 Einwohner[10]
- 1925: 0 14 Einwohner[11]
- 1950: 00 8 Einwohner[12]
- 1961: 0 14 Einwohner[13]
- 1970: 0 19 Einwohner[14]
- 1987: 0 14 Einwohner[1]